# Facelift
Albums de Alice in Chains
We Die Young
(1990) Sap
(1994)
Singles
1. We Die Young
Sortie : juillet 1990
2. Man in the Box
Sortie : janvier 1991
3. Sea of Sorrow
Sortie : septembre 1991
4. Bleed the Freak
Sortie : 1992

Facelift est le premier album du groupe de metal américain Alice in Chains. Il est sorti le 21 août 1990 sur le label Columbia Records et a été produit par Dave Jerden, qui avait déjà collaboré aux côtés des groupes tels que Jane's Addiction et Red Hot Chili Peppers.

## Historique
Les paroles ont été écrites par le chanteur Layne Staley et le guitariste Jerry Cantrell, qui est aussi le principal compositeur.
Au moment de la sortie, l'album s'est classé à la 42e place dans le Billboard 200 et dans les premières places du Top Heatseeker Albums. Le 4 mars 1997, il est certifié 2 fois disque de platine par la Recording Industry Association of America pour la vente de plus de 2 millions d'exemplaires sur le continent américain.
Peu de temps après sa sortie, l'album s'est vendu à 40 000 exemplaires. Ce succès est en partie grâce à la chanson Man in the Box, qui a aidé à populariser le groupe. Facelift est également l'un des premiers albums qui a fait connaître la scène grunge. En 1992, le groupe a été nommé pour un Grammy Award dans la catégorie de la meilleure performance hard rock pour Man in the Box.

## Contexte
Alice in Chains a été fondé en 1987 à Seattle, dans l'État de Washington, par le chanteur Layne Staley et le guitariste Jerry Cantrell,. Ils ont été rejoints par le bassiste Mike Starr et le batteur Sean Kinney. Le groupe part ensuite en tournée dans des clubs le long de la Côte Nord-Ouest des États-Unis. Le groupe a produit fréquemment sous le nom de Alice N' Chains (projet musical de Staley en 1986) et Diamond Lie (groupe amateur de Cantrell). Après avoir joué des dizaines de concerts, le groupe a finalement changé son nom pour Alice in Chains.
Au cours de l'une des représentations, le groupe a été repéré par un producteur, Randy Hauser, proposant au groupe l'enregistrement d'une démo. Les enregistrements devaient avoir lieu dans une salle de répétition appelée Music Bank (géré à l'époque par Staley), mais, un jour avant le début des enregistrements, le studio a été fermé par la police en raison du commerce de marijuana. L'enregistrement a finalement eu lieu 1988 dans un studio d'enregistrement à Issaquah, Washington. Le groupe a enregistré une démo nommée The Treehouse Tapes, composée d'un total de 8 titres. Publiée de façon indépendante, la démo est envoyée aux managers Kelly Curtis et Susan Silver, qui sont interessés et la présentent à l'A&R de la major Columbia Records qui convainc le président Don Ienner et le groupe signe un contrat d'enregistrement avec le label ,. La même année, le groupe enregistre sa deuxième démo, Sweet Alice, composée de 12 titres. Cette seconde démo a été vendue à des fins promotionnelles.

## Enregistrement
Après avoir signé avec Columbia, le groupe a commencé à travailler sur son premier album studio. Les enregistrements ont commencé en décembre 1989, au London Bridge Studio de Seattle, avec le producteur Dave Jerden, qui avait déjà travaillé avec les Red Hot Chili Peppers. Au préalable, le groupe avait déjà réalisé des enregistrements au Capitol Recording Studio d'Hollywood.
Le batteur Sean Kinney affirme avoir enregistré les parties de batterie avec un bras cassé. Dans une interview, le musicien a dit que d'abord le groupe a commencé la session d'enregistrement avec le batteur du groupe Mother Love Bone, Greg Gilmore. Mais Dave Jerden n'était pas satisfait des résultats. Enfin, Kinney a enregistré toutes les parties, soulageant la douleur à la main avec de l'eau glacée.

## Liste des titres
| No  | Titre                        | Paroles          | Musique                           | Durée |
| --- | ---------------------------- | ---------------- | --------------------------------- | ----- |
| 1.  | We Die Young                 | Jerry Cantrell   | Cantrell                          | 2:32  |
| 2.  | Man in the Box               | Layne Staley     | Cantrell                          | 4:46  |
| 3.  | Sea of Sorrow                | Cantrell         | Cantrell                          | 5:49  |
| 4.  | Bleed the Freak              | Cantrell         | Cantrell                          | 4:01  |
| 5.  | I Can't Remember             | Cantrell, Staley | Cantrell                          | 3:42  |
| 6.  | Love, Hate, Love             | Staley           | Cantrell                          | 6:26  |
| 7.  | It Ain't Like That           | Cantrell         | Cantrell, Sean Kinney, Mike Starr | 4:37  |
| 8.  | Sunshine                     | Cantrell         | Cantrell                          | 4:44  |
| 9.  | Put You Down                 | Cantrell         | Cantrell                          | 3:16  |
| 10. | Confusion                    | Staley           | Cantrell, Starr                   | 5:44  |
| 11. | I Know Somethin' ('bout You) | Cantrell         | Cantrell                          | 4:21  |
| 12. | Real Thing                   | Staley           | Cantrell                          | 4:03  |

## Crédits
- Layne Staley : chant, guitare, choeurs
- Jerry Cantrell : guitare, chœurs, chant
- Mike Starr : basse, chœurs sur Confusion
- Sean Kinney : batterie, percussions

## Charts et certifications
| Pays       | Durée du classement | Meilleur classement |
| ---------- | ------------------- | ------------------- |
| États-Unis | 59 semaines         | 42e                 |

| Date       | Single         | Chart                  | Position |
| ---------- | -------------- | ---------------------- | -------- |
| 13/04/1991 | Man in the Box | Mainstream Rock Tracks | 18e      |
| 14/09/1991 | Sea of Sorrow  | Mainstream Rock Tracks | 27e      |

| Pays       | Certification | Ventes      | Date       |
| ---------- | ------------- | ----------- | ---------- |
| États-Unis | 3 × Platine   | 3 000 000 + | 05/08/2022 |